# Majid ben Abdelaziz Al Saoud
Majid ben Abdelaziz Al Saoud (né le 19 octobre 1938 à Riyad et mort le 13 avril 2003 à Djeddah) est un prince saoudien.

## Biographie
Fils du roi Abdelaziz, il est nommé ministre des Affaires municipales et rurales par son frère, le roi Khaled, en 1975. En 1980, il est nommé gouverneur de la province de La Mecque, poste qu'il occupe jusqu'en 1999.